# Joanne Hamilton
Joanne Hamilton is een voormalig Australisch waterskiester.

## Levensloop
Hamilton werd in 1999 wereldkampioene in de Formule 1 van het waterski racing.

## Palmares
- Wereldkampioenschap: 1999
- Wereldkampioenschap: 1997